# 山本幸靖
山本 幸靖（やまもと ゆきやす、1976年3月7日 - ）は、日本の政治家。山形県上山市長（1期）。元国土交通省官僚。

## 来歴
愛知県名古屋市出身。愛知大学法学部卒業。卒業後は民間企業に勤務した後、2000年4月に旧建設省（現国土交通省）に入省。住宅局住宅生産課性能、国土計画局総務課予算、都市・地域整備局下水道部下水道事業課予算、都市局市街地整備課市街地整備制度調整室調査、都市局総務課融資監査、都市局都市計画課総務、都市局総務課総務人事各係長、同課専門調査官などを経て、2020年7月、上山市副市長に就任。市の建設課エリアマネジメント推進室長、商工課企業誘致推進室長なども兼務した。
2023年1月、4月に行われる上山市長選挙への立候補を表明。4月の市長選挙で無所属で立候補し、自民党、公明党、国民民主党の推薦を受け、元市議会副議長の石山正明との一騎打ちを制し、初当選した（山本幸靖12,097票、石山正明3,357票）。